# Dendrochilum undulatum
Dendrochilum undulatum är en orkidéart som beskrevs av Henrik Aerenlund Pedersen. Dendrochilum undulatum ingår i släktet Dendrochilum och familjen orkidéer. Inga underarter finns listade i Catalogue of Life.